# تثبیت (گونه‌زایی)

تقویت، تثبیت یا پایدارمانی (به انگلیسی: Reinforcement) یا اثر والاس (به انگلیسی: Wallace's effect)، بخشی از فرایند گونه‌زایی است که در آن، انتخاب طبیعی موانع تولیدمثلی بین دو جمعیت گونه را افزایش می‌دهد. این اتفاق زمانی رخ می‌دهد که انتخاب طبیعی، علیه افراد دورگه با شایستگی تکاملی کم وارد عمل شود. این ایده نخستین بار از سوی آلفرد راسل والاس زیست‌شناس و جغرافی‌دان بریتانیایی مطرح شد. به همین دلیل به آن اثر والاس نیز گفته می‌شود. مفهوم مدرن تثبیت گونه‌زایی توسط تئودوسیوس دوبژانسکی، زیست‌شناس تکاملی اوکراینی-امریکایی ارایه شد. دوبژانسکی فرض کرد که وقتی گونه به صورت آلوپاتریک دچار جدایی شود؛ پس از مدتی و طی تماس ثانویه دو جمعیت، دورگه‌هایی به وجود می‌آیند که شایستگی تکاملی کمی دارند. حال وقتی دورگه‌ها نتوانند زاده‌هایی زیستا به وجود آورند، انتخاب طبیعی اتفاق می‌افتد و موجب جدایی بیشتر دو گونه می‌شود.
تثبیت، جزو معدود مواردی است که به‌طور مستقیم باعث افزایش جدایی پیش‌زیگوتی می‌شود.
برای توضیح تثبیت گونه زایی، مدل‌های مختلفی ارایه شده‌است که هر کدام از آنها جنبه‌های مختلفی را بررسی کرده‌اند.
این جنبه‌ها عبارتند از: ژنتیک، ساختار جمعیت، اثر انتخاب و حتی رفتارهای تولیدمثلی.
شواهد این فرایند هم در آزمایشگاه و هم در طبیعت (بی‌مهرگان، مهره‌داران و قارچ‌ها) دیده می‌شود.
Jerry coyne و Allen orr معتقدند که این نظریه در طول تاریخ سه دوره را از سر گذرانده‌است:
دوره اول: تأیید آن به خاطر دورگه‌های با شایستگی کم.
دوره دوم: رد آن در اثر مشاهده چند دورگه با شایستگی بالا.
دوره سوم: تأیید مجدد آن با توجه به شواهد تجربی بالا و مدل‌های واقعی و منطقی
ساختار جمعیت و الگوی مهاجرت نیز می‌توانند بر تثبیت گونه زایی اثر بگذارند.
این تفاوت هنگام آزمایش تغییرات روی دو جمعیت مشخص شد: اول: جمعیتی که ایزوله بودند و فقط در یک جهت می‌توانستند مهاجرت کنند. دوم: جمعیتی که می‌توانستند در هر دو جهت عقب و جلو مهاجرت خود را انجام دهند.
عامل دیگر مؤثر در تثبیت گونه‌زایی تغییر الگوهای جفت یابی به مرور زمان می‌باشد؛ مثلاً وقتی آوازها و سیگنال‌های جفت یابی در یک گونه زیاد و متنوع شوند، در نتیجه برخی از آن‌ها در پایین‌ترین اولویت برای انتخاب قرار می‌گیرند.
تازه‌ترین کار تحقیقی بر روی تثبیت گونه زایی، شبیه‌سازی‌های کامپیوتری را مورد استفاده قرار داده و همان نتایج پیشین را به دست آورده که مهر تأییدی است بر تثبیت گونه‌زایی.
به زبان دیگر تقویت فرایندی است که در آن انتخاب طبیعی سبب افزایش جدایی تولیدمثلی می‌شود. این فرایند زمانی اتفاق می‌افتد که دو جمعیت از یک گونه از هم جدا شوند و سپس دوباره تماس آنها باهم برقرار شود. اگر جدایی تولیدمثلی آنها کامل شده باشد؛ به دو گونهٔ ناسازگار تبدیل خواهند شد. اما اگر جدایی تولیدمثلی آنها کامل نشده باشد؛ حاصل جفت‌گیری بین افراد دو جمعیت دورگه‌هایی خواهد شد که ممکن است بارور یا نابارور باشند. حال اگر دورگه‌ها نابارور باشند؛ یا اینکه برخلاف بارور بودن سازواری کمتری نسبت به اجدادشان داشته باشند؛ جدایی تولیدمثلی تقویت خواهدشد و گونه‌زایی رخ می‌دهد. (به عنوان مثال در اسب و الاغ)
استدلال پشت این موضوع آن است که اگر هر کدام از والدین یک دورگه به‌طور طبیعی صفاتی را انتخاب کرده باشند که برای محیط بوم‌شناختی خودشان مناسب بوده‌است؛ فرزندان دورگه ترکیبی از این صفات را به ارث خواهند برد. در نتیجه سازگاری آنها برای هیچ‌کدام از کنام‌ها به خوبی والدینشان نیست. سازواری کمتر دورگه‌ها سبب انجام انتخاب در مسیر تقویت گزینش جفت می‌شود که دورگه‌زایی را کنترل خواهد کرد.
برعکس اگر زاده‌های دورگه سازواری بیشتری نسبت به والدینشان داشته باشند؛ جمعیت‌های آن‌ها باهم ادغام شده و یک گونه باقی خواهند ماند.
تقویت جدایی تولیدمثلی برای هر دو مدل گونه‌زایی هم‌بوم و گونه‌زایی پیرابوم ضروری است. بدون فرایند تقویت به منطقهٔ جغرافیایی محل تماس دو جمعیت از یک گونه در منطقه دورگه‌زایی گفته می‌شود که به مرز بین دو گونه تبدیل نخواهد شد.